# Edgar Lungu
Edgar Chagwa Lungu (Chadiza, 11 de novembro de 1956 – Pretória, 5 de junho de 2025) foi um advogado e político zambiano, presidente do país entre 2015 e 2021.

## Biografia
Nascido em Chadiza, Província Oriental, Lundu integra o grupo étnico Nsenga. Graduou-se em direito em 1981, filiou-se anos depois ao Partido Unido para o Desenvolvimento Nacional e logo em seguida migrou para a Frente Patriótica.
Durante o mandato de Michael Sata, Lungu serviu como ministro da Justiça e ministro da Defesa.
Após a morte de Sata em outubro de 2014, Lungu tornou-se o candidato oficial do partido da Frente Patriótica para a eleição presidencial de janeiro de 2015. Na disputa, Lungu derrotou o candidato da oposição Hakainde Hichilema e tomou posse em 25 de janeiro de 2015.
Morreu em 5 de junho de 2025, aos 68 anos, em Pretória.